# Ralph Kiner
Ralph McPherran Kiner (27 de outubro de 1922 – 6 de fevereiro de 2014) foi um jogador profissional de beisebol da Major League Baseball. Como outfielder, Kiner jogou pelo Pittsburgh Pirates, Chicago Cubs e Cleveland Indians de 1946 até 1955. Após sua aposentadoria, Kiner atuou de 1956 até 1960 como gerente geral do San Diego Padres da Pacific Coast League. Também atuou como locutor dos New York Mets da criação da equipe até sua morte. Embora lesões tenham forçado sua aposentadoria após apenas 10 temporadas, a estupenda força nas rebatidas de Kiner superou todos seus contemporâneos da National League entre os anos de 1946 e 1952. Foi eleito para o Baseball Hall of Fame em 1975.
Na época de sua morte, o escritor e analista de beisebol Marty Noble chamou Kiner de "um dos mais genuínos e charmosos cavalheiros do beisebol".

## Legado
Kiner foi induzido ao Baseball Hall of Fame em 1975. Recebeu  273 votos da Baseball Writers' Association of America, um a mais do que o mínimo necessário para a eleição. Foi em seu ano de elegibilidade (seu 13º). Também foi o único jogador votado naquele ano. Foi em todas as cerimônias do  Hall of Fame de quando foi induzido até sua morte. Kiner também foi eleito para o New York Mets Hall of Fame em 1984.

O número 4 de Kiner foi aposentado pelos Pittsburgh Pirates em 19 de setembro de 1987.